# 让-马里·罗兰

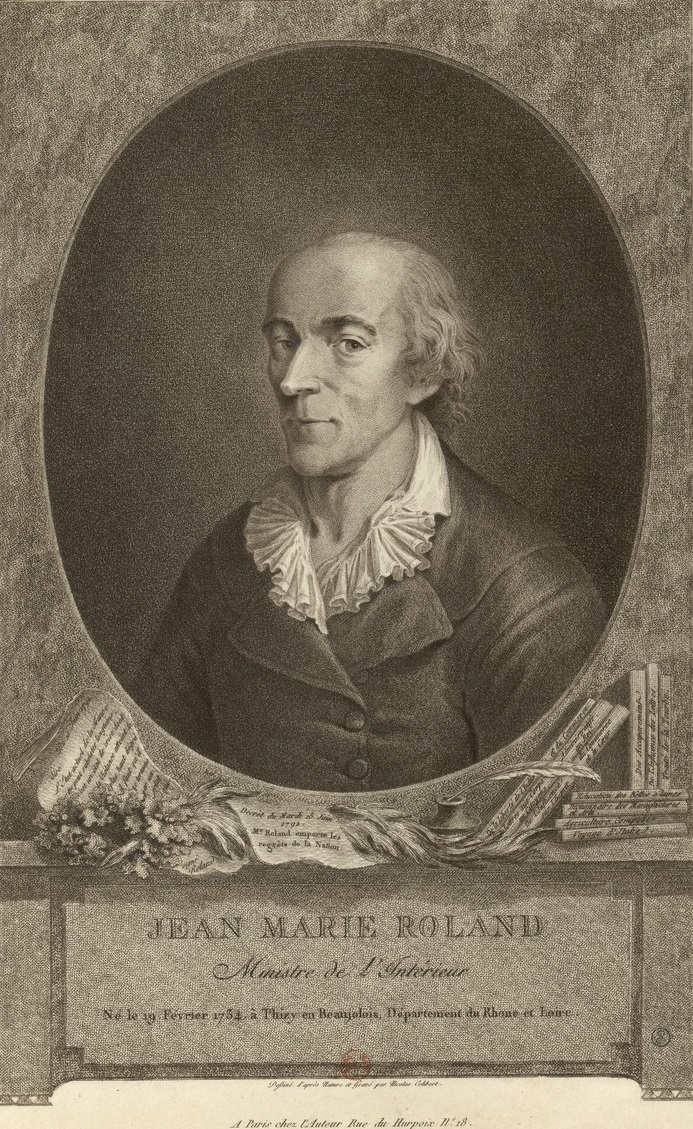
让-马里·罗兰

让-马里·罗兰·德拉普拉蒂埃（法語：Jean-Marie Roland de la Platière，法語發音：[ʒɑ̃ maʁi ʁɔlɑ̃ də la platjɛʁ]；1734年2月18日—1793年11月10日）原本是法国里昂的一名質檢員，後來成为法国大革命期間吉伦特派的领袖，他的妻子是罗兰夫人。1792年，他出任路易十六政府的内政大臣。
路易十六被處決後，让-马里·罗兰不再擔任內政大臣。不久吉伦特派遭到攻击，让-马里·罗兰也遭到批斗，於是让-马里·罗兰從巴黎逃到鲁昂並且躲藏起来。後來让-马里·罗兰在缺席審判的情況下被判处死刑。而留在巴黎的羅蘭夫人于1793年6月被捕，并于11月8日被处决。让-马里·罗兰得知自己的妻子被處決後，於1793年11月10日晚上自殺身亡。